# Pudhumaipithan
Pudhumaipithan (également écrit Pudumaipithan ou Puthumaippiththan, புதுமைப்பித்தன் en tamoul) est le pseudonyme de Viruthachalam (25 avril 1906 - 5 mai 1948), l'un des écrivains tamouls les plus influents et les plus révolutionnaires. 
Ses œuvres se caractérisent par une audacieuse critique des anomalies sociales, une approche moderne et une pensée progressiste. Les écrivains de son époque et les critiques trouvèrent difficile d'admettre ses vues, et son œuvre se vit confrontée à beaucoup d'hostilité et une très vive critique. L'homme comme l'œuvre ont fait l'objet de multiples analyses et de larges débats tout au long des années. Avec le temps sont venues non seulement l'acception et la reconnaissance, mais également un rang inégalé dans la fiction tamoule, en particulier dans le domaine des nouvelles.